# ستايسي لونش
ستايسي لونش (بالإنجليزية: Stacey Emma Lynch)‏ هي عالمة فيروسات أسترالية، ولدت في 9 يونيو 1980.